# Grada (Stawiguda)
Grada (deutsch Gradda, 1930 bis 1945 Ganglau, Forst) ist ein Ort in der polnischen Woiwodschaft Ermland-Masuren. Er gehört zur Gmina Stawiguda (Landgemeinde Stabigotten) im Powiat Olsztyński (Kreis Allenstein).

## Geographische Lage
Grada liegt im Westen der Woiwodschaft Ermland-Masuren, zwölf Kilometer südlich der Kreis- und Woiwodschaftshauptstadt Olsztyn (deutsch Allenstein).

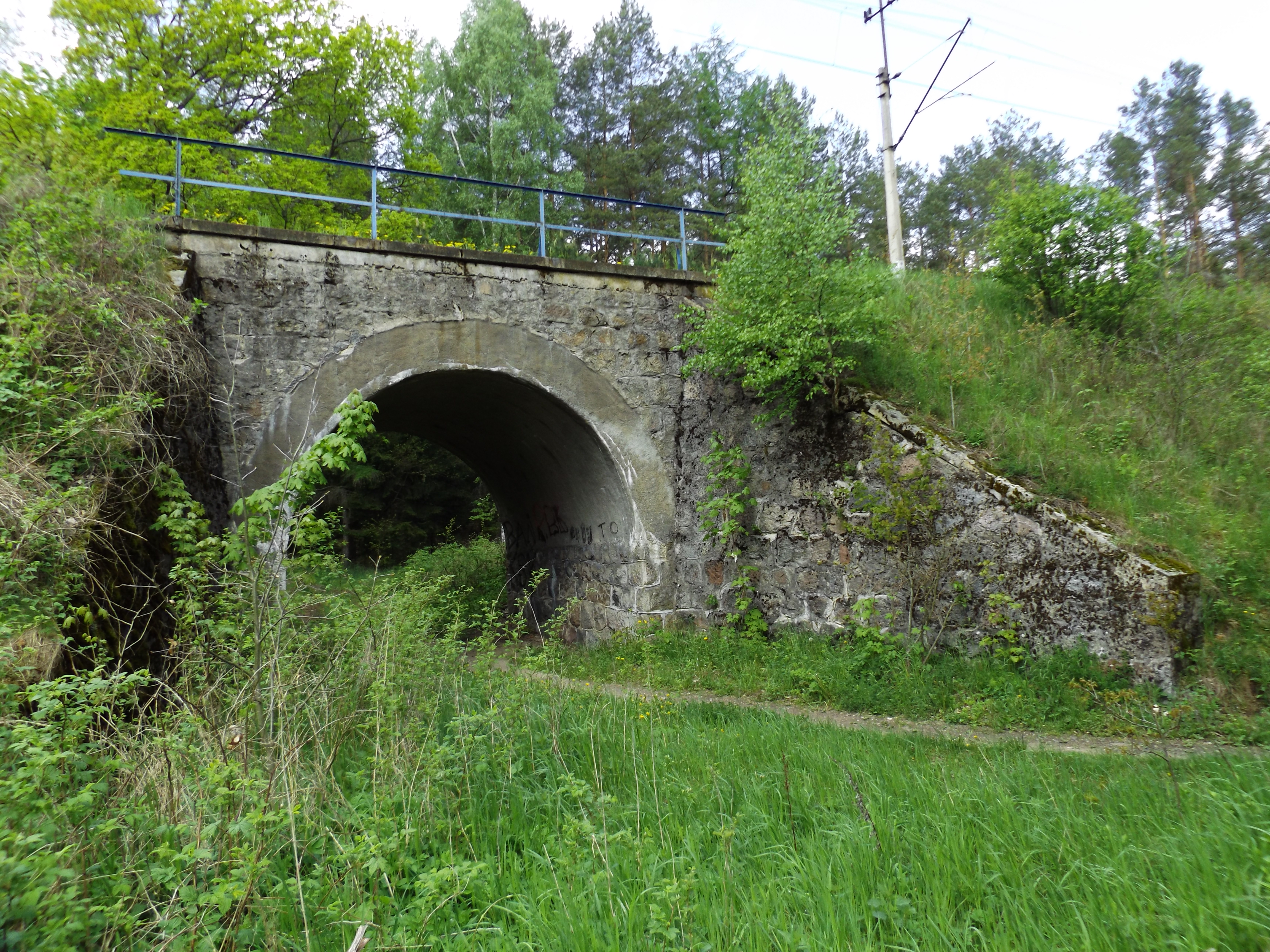
Eisenbahnbrücke bei Grada nahe Gągławki

## Geschichte
Die Försterei Gradau – nach 1785 Grada und nach 1820 Gradda genannt – bestand nur aus dem Forsthaus mit wenigen Nebengebäuden im Kreis Allenstein, zugehörig zum Staatsforst Lanskerofen.
Am 24. Mai 1930 wurde Gradda in „Ganglau“ (Forsthaus) umbenannt und damit der Ortslage nur wenige hundert Meter südlich des Dorfes Ganglau (polnisch Gągławki) Rechnung getragen. Im Jahre 1931 wurde der Ort als ein Wohnplatz von Ganglau erwähnt.
Als 1945 in Kriegsfolge das gesamte südliche Ostpreußen an Polen abgetreten wurde, erhielt die Försterei Ganglau die polnische Namensform „Grada“. Die heutige Osada leśna (= „Waldsiedlung“) ist Teil der Landgemeinde Stawiguda (Stabigotten) im Powiat Olsztyński (Kreis Allenstein), bis 1998 der Woiwodschaft Olsztyn, seither der Woiwodschaft Ermland-Masuren zugeordnet.

## Kirche
Die Försterei Gradda resp. Ganglau war bis 1945 in die evangelische Kirche Allenstein in der Kirchenprovinz Ostpreußen der Kirche der Altpreußischen Union, außerdem in die römisch-katholische Kirche (Groß) Bertung (polnisch Bartąg) eingepfarrt. Heute gehört Grada zur Christus-Erlöser-Kirche Olsztyn in der Diözese Masuren der Evangelisch-Augsburgischen Kirche in Polen, sowie zur römisch-katholischen Pfarrei Bartąg im Erzbistum Ermland.

## Verkehr
Grada ist von Gągławki aus direkt zu erreichen. Gągławki ist auch die nächste Bahnstation. Sie liegt an der PKP-Linie 216: Działdowo–Olsztyn. Der Bahnhof liegt am Ortsrand von Grada.